# Drosera kenneallyi
Drosera kenneallyi es una especie de planta carnívora perteneciente a la familia Droseraceae que es originaria de Kimberley en Western Australia.

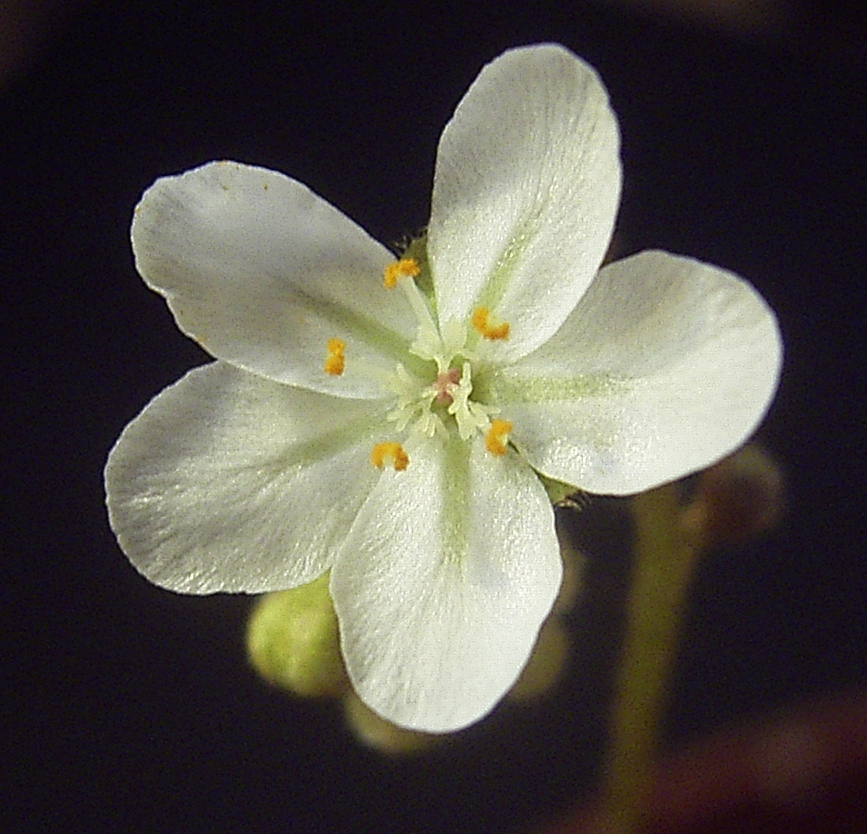
Detalle de la flor

## Descripción
Sus hojas están dispuestas en una roseta basal compacta adjunta al suelo. Con peciolos strechamente oblanceolados emergentes desde el centro de la roseta son típicamente de 1.5 a 2.2 mm de ancho en su parte más ancha. Las hojas carnívoras rojas que se encuentran al final de los pecíolos son pequeñas de 3.2 mm de diámetro y elípticas a ampliamente ovadas. Las inflorescencias son de 12,5 a 20,5 cm de largo, con flores de color blanco que se producen en racimos de 10 a 20 flores desde noviembre a diciembre.
Drosera kenneallyi se encuentra en suelos de arena limosos en los márgenes del  pantano. El tipo de material se recogió bajo un Eucalyptus latifolia  cerca de Airfield Swamp. Durante enero y febrero, esta especie se inunda con frecuencia con agua a alta temperatura. Sobrevive en estas condiciones mediante la alteración de la posición de sus pecíolos con el ascenso y sobrepasando el agua circundante. Esto permite que las hojas atractivas para los insectos se mantengan por encima de la superficie del agua.

## Distribución y hábitat
Drosera kenneallyi es originaria de la Meseta Mitchell en la región de Kimberley de Australia Occidental. Fue descubierta por primera vez en 1982 por Kevin F. Kenneally, por quien esta especie se denomina. En 1993, Allen Lowrie viajó a la región de Kimberley con la  expedición LandScope y recogió esta especie, para introducirla en el cultivo. Sólo se confirmó entonces que D. kenneallyi es una especie distinta de los otros miembros de Drosera subgénero Lasiocephala. Lowrie describe formalmente esta especie en una edición de 1996 Nuytsia, la revista del Herbario de Australia Occidental. En su descripción, señaló que D. kenneallyi está estrechamente relacionada con Drosera falconeri, que se encuentra en hábitats similares. Drosera kenneallyi se puede distinguir de D. falconeri por sus hojas notablemente más pequeñas y su inflorescencia más corta, pero las dos especies comparten muchas características.

## Taxonomía
Drosera kenneallyi fue descrita por Allen Lowrie y publicado en Nuytsia 10: 420. 1996.
Etimología
Drosera: tanto su nombre científico –derivado del griego δρόσος [drosos]: "rocío, gotas de rocío"– como el nombre vulgar –rocío del sol, que deriva del latín ros solis: "rocío del sol"– hacen referencia a las brillantes gotas de mucílago que aparecen en el extremo de cada hoja, y que recuerdan al rocío de la mañana.
kenneallyi: epíteto otorgado en honor de su descubridor, Kevin F. Kenneally.